# Ed van Stijn
Eduardus Leonardus Johannes (Ed) van Stijn (Arnhem, 25 mei 1945) is een Nederlands voormalig profvoetballer die uitkwam voor DOS en FC Utrecht. Door een knieblessure moest hij op 28-jarige leeftijd zijn carrière beëindigen.

## Loopbaan

### Beginjaren
Hij werd geboren en groeide op in Arnhem waar hij begon als junior bij Sempre Avanti, een afdelingsclub uit de stad. Op veertienjarige leeftijd maakte hij de overstap naar Vitesse waar hij vier seizoenen speelde. Door een verhuizing van Arnhem naar Driebergen meldde hij zich in 1963 aan bij DOS. Hij kwam nog een jaar uit voor het hoogste jeugdelftal.

### DOS
Hij debuteerde op 20 september 1964 in het eerste elftal van DOS, in de uitwedstrijd in de Eredivisie tegen SC Enschede (2-2). Een jaar later beleefde hij zijn doorbraak en veroverde een vaste plek op het middenveld. Van Stijn was in zijn eerste volledige seizoen in alle duels basisspeler en hij scoorde vier keer. Hij kwam in juni 1966 driemaal uit voor Jong Oranje tijdens een twaalfdaagse trip door Oost-Europa.
In het volgende seizoen 1966/67 kwam hij weinig aan spelen toe. Na de eerste vier wedstrijden moest hij afhaken met een knieblessure. Bovendien vervulde Van Stijn vanaf september 1966 zijn militaire dienstplicht. Hij onderging in december 1966 een knieoperatie en verbleef in een militair hospitaal. Van Stijn hervatte in februari 1967 de training en speelde een maand later alweer in het tweede elftal. Zijn rentree in de hoofdmacht maakte hij pas in het slotduel op 21 mei 1967, na ruim acht maanden afwezigheid.

### FC Utrecht
DOS streed aan het einde van de jaren zestig tegen degradatie uit de Eredivisie. In de laatste drie seizoenen voor de fusie in 1970 met Elinkwijk en Velox, eindigde de club telkens op de zestiende plaats. Van Stijn werd in het seizoen 1970/71 de eerste aanvoerder van het nieuwe FC Utrecht. Halverwege het seizoen 1972/73 kwam door slijtage aan zijn rechterknie een voortijdig einde aan zijn voetballoopbaan. De uitwedstrijd tegen Feyenoord op 21 januari 1973 (2-1 verlies) was zijn laatste duel. Na drie knieoperaties kreeg hij van chirurg Rein Strikwerda het dringende advies te stoppen.

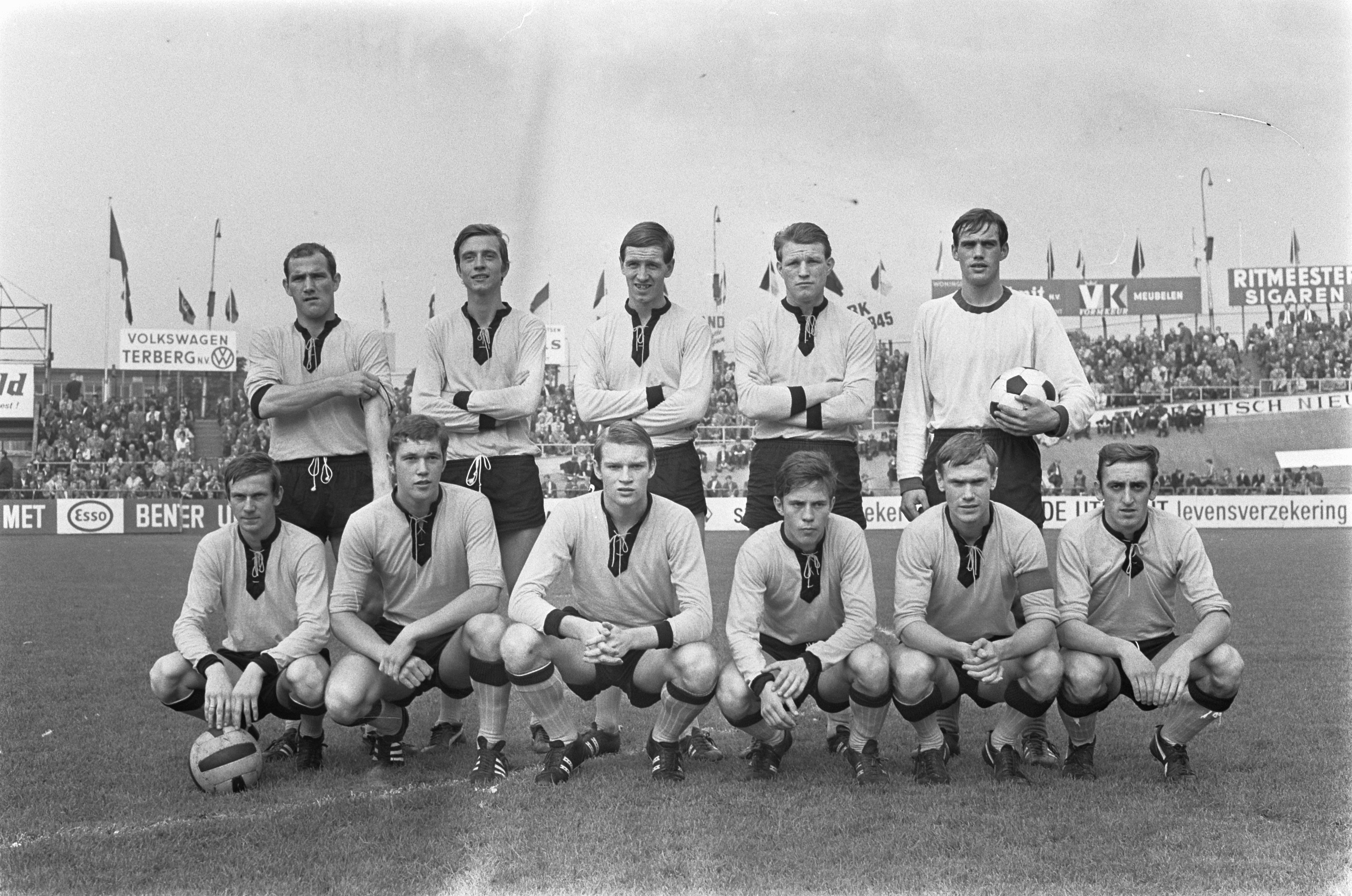
Van Stijn, knielend 3e van links, met DOS op 17 september 1967.

### Trainer en scout
Van Stijn was onderwijzer van beroep. Hij werkte als leerkracht op een basisschool en als sportleraar op een scholengemeenschap in Utrecht. Hij ging als trainer in het amateurvoetbal aan de slag bij PVCV Vleuten. Tijdens zijn trainersperiode bij HMS behaalde hij in mei 1976 het A-diploma.
In 1980 keerde hij terug bij FC Utrecht en werd toegevoegd aan de technische staf. Hij hield zich vooral bezig met scouting en de jeugdopleiding, tot 1986. 
Later werd hij trainer van Elinkwijk en scout van PSV en Manchester United. Ibrahim Afellay en Ismaïl Aissati, beiden afkomstig uit de jeugdopleiding van Elinkwijk, kwamen via Van Stijn naar PSV dat een samenwerkingsverband met de Utrechtse club had.

## Clubstatistieken
| Seizoen | Club       | Land      | Competitie | Competitie | Competitie | Beker | Beker | Internationaal | Internationaal | Overig | Overig | Totaal | Totaal |
| Seizoen | Club       | Land      | Competitie | Wed.       | Dlp.       | Wed.  | Dlp.  | Wed.           | Dlp.           | Wed.   | Dlp.   | Wed.   | Dlp.   |
| ------- | ---------- | --------- | ---------- | ---------- | ---------- | ----- | ----- | -------------- | -------------- | ------ | ------ | ------ | ------ |
| 1964/65 | DOS        | Nederland | Eredivisie | 5          | 0          | 0     | 0     | –              | –              | –      | –      | 5      | 0      |
| 1965/66 | DOS        | Nederland | Eredivisie | 30         | 4          | 4     | 0     | 2              | 0              | –      | –      | 36     | 4      |
| 1966/67 | DOS        | Nederland | Eredivisie | 5          | 1          | 0     | 0     | –              | –              | –      | –      | 5      | 1      |
| 1967/68 | DOS        | Nederland | Eredivisie | 25         | 0          | 0     | 0     | 2              | 0              | –      | –      | 27     | 0      |
| 1968/69 | DOS        | Nederland | Eredivisie | 30         | 3          | 1     | 0     | 2              | 0              | 2      | 0      | 35     | 3      |
| 1969/70 | DOS        | Nederland | Eredivisie | 32         | 1          | 2     | 0     | –              | –              | –      | –      | 34     | 1      |
| 1970/71 | FC Utrecht | Nederland | Eredivisie | 33         | 1          | 2     | 0     | –              | –              | –      | –      | 35     | 1      |
| 1971/72 | FC Utrecht | Nederland | Eredivisie | 33         | 1          | 1     | 0     | –              | –              | –      | –      | 34     | 1      |
| 1972/73 | FC Utrecht | Nederland | Eredivisie | 11         | 0          | 0     | 0     | –              | –              | –      | –      | 11     | 0      |
| Totaal  | Totaal     | Totaal    | Totaal     | 204        | 11         | 10    | 0     | 6              | 0              | 2      | 0      | 222    | 11     |